# Charles Kohl
Charles Kohl (* 16. April 1929 in Rodingen; † 3. Januar 2016 in Berschbach, Mersch) war ein luxemburgischer Künstler.

## Leben
Nach der Grundschule in Rodingen besuchte Kohl das Lycée des Arts et Métiers, wo er bis 1948 Schüler von Lucien Wercollier war. Von 1948 bis 1952 studierte Kohl an der École nationale supérieure des arts décoratifs, und von 1953 bis 1955 an der École nationale supérieure des beaux-arts.
Kohl arbeitete 1956 mit Claus Cito und Émile Hulten an den Reliefbändern des Monument aux morts im Musée national de la Résistance in Esch an der Alzette. Im selben Jahr wurde er (mit Frantz Kinnen) und 1962 (mit Ben Heyart) mit dem Prix Grand-Duc Adolphe ausgezeichnet. Er stellte u. a. in der Villa Vauban, im Salon international de sculpture im Grand Palais in Paris sowie an den Biennalen von Budapest und Antwerpen aus.
1961 nahm er an der 6. Biennale von São Paulo mit grafischen Arbeiten teil.
Bereits während seiner Pariser Studentenzeit verdiente Kohl etwas Geld als Bühnenbildner für das Theater – er gewann den ersten Preis von 53 bei einem Wettbewerb zur Gestaltung der Bühne und der Kostüme für Stücke von Dicks. Später arbeitete er als Illustrator von Büchern, als Zeichner für die Loterie Nationale und – unter dem Spitznamen „Carlo“ – als Karikaturist für die Zeitschrift Revue. Für ein Plakat für die Loterie Nationale gewann er 1958 den ersten Preis.
Eine Zeit lang war Kohl auch „chargé de cours“ an der Stater Handwierkerschoul (1956), dann – in den 1970er und 1980er Jahren – am Lycée Technique du Centre, aber dort war er weniger Pädagoge als freiberuflicher Künstler, der seine Zeit in seiner Werkstatt in Bonneweg verbrachte um einige öffentliche Werke zu schaffen. Die großen Skulpturen beim Lycée des Arts et Métiers und bei der Ecole de Commerce et de Gestion schnitt er in einem großen Atelier in Carrara aus Stein.
Wegen Arthrose musste Kohl Anfang der 1990er Jahre seine Vorliebe für Marmor und Granit aufgeben. Er konnte jedoch weiter mit Terrakotta arbeiten, was er – in geringem Umfang – auch in seiner Wohnung konnte und wo er weiter zeichnete.
Ende der 1990er Jahre litt er unter einer Makuladegeneration, die sich allmählich verschlimmerte. Als sich sein Gesundheitszustand 2010 verschlechterte, konnte er nicht mehr alleine in seiner Wohnung leben und zog in ein Pflegeheim. Wegen der Maculadegeneration wohnte er fortan im Blindenheim in Bierschbech. In seinem letzten Lebensjahr hatte Kohl nur 4 % Sehvermögen und zeichnete noch bis zu den letzten Monaten vor seinem Hinschied am 3. Januar 2016.

## Rezeption
Im Rahmen von Charles Kohls Retrospektive in der Villa Vauban 2020 nannte ihn das Luxemburger Wort einen „Illustre inconnu“, während Radio 100,7 ihn als „den grossartigen unbekannten Charles Kohl“ präsentierte. RTL Télé Lëtzebuerg nannte Kohl 2020 „mat de wichtegste Skulpteur aus der Lëtzebuerger Konschtgeschicht“. Schon 1983 schrieb Joseph Paul Schneider im Luxemburger Wort: „L’oeuvre de Charles Kohl est véritablement et à tous les niveaux, la communication esthétique d’une expérience vivante et en ce sens elle éclaire plastiquement la réalité de notre temps“.
Paul Bertemes schrieb 1994: „Der Mensch steht im Mittelpunkt seines Schaffens. Charles Kohl nimmt mit ausgeprägter künstlerischer Sensibilität wahr, beobachtet mit intellektueller Wachsamkeit und schafft so Werke über das Menschsein am Ende des 20. Jahrhunderts. […] Eine moralisierende direkte Botschaft vermittelt Charles Kohl nicht. Die muß jeder für sich selbst aus den Arbeiten herauslesen. Das ist gut so. Denn seine Werke sind aufrüttelnde Dokumente und brauchen wie jede gute Kunst keine Gebrauchsanweisungen. Gebrauchsanweisungen taugen nur für Waschmaschinen und anderes Gerät, das auf den Müll fliegt, wenn es ausgedient hat.“

## Öffentlich zugängliche Werke (Auswahl)
- Ein Teil der Reliefs vor dem Nationale Resistenzmusée in Esch an der Alzette. (1956)
- Die Jean-Bertels-Statue auf der Alten Sauerbrücke in Echternach (1966)
- Bronze-Skulptur auf dem Friedhof in Słońsk/Sonnenburg zum Gedenken an 91 Luxemburger Zwangsrekrutierte, die dort ermordet wurden. (1986)
- Monument aux morts in Conter (1967)
- Monument Paul Eyschen in Diekirch (1961)
- Denkmal zu Ehren von Hary Godefroid in Rodingen (1961)
- Taufbecken in der Kirche Hollerich
- Taufbecken in der Kirche Bonneweg (1962)
- Altar, Tabernakel, Ambo und Taufstein der Kirche Zessingen (1971)
- Christus am Kreuz in der Kirche Hënsdref (1966)
- Skulptur vor dem Lycée des arts et métiers, Limpertsberg (1977/78)
- Bas-relief auf der Erweiterung des Lycée de garçons de Luxembourg in Limpertsberg (Seite der Rue Antoine Zinnen)
- 3 Stelen bei der École de commerce et de gestion (ECG) auf dem Campus Geesseknäppchen (1987)

## Ausstellungen

### Einzelausstellungen
- 1967 Galerie Interart, Luxemburg
- 1977 Paul Brück, Luxemburg
- 1984 Galerie de Luxembourg
- 1987 Galerie de Luxembourg
- 1990 Galerie de Luxembourg
- 1993 Galerie de Luxembourg
- 1994 Galerie de Luxembourg
- 1996 Galerie L’Indépendance, Banque internationale à Luxembourg
- 1999 Galerie de Luxembourg
- 2003 Galerie de Luxembourg
- 2020–2021 Villa Vauban (posthum)[14]

### Gruppenausstellungen
- 1952–65 Salon du C.A.L. (Cercle artistique de Luxembourg)
- 1953 Peintres et Sculpteurs Luxembourgeois, Musée de Lyon
- 1959 Ire Biennale de Paris, Musée d’Art moderne
- 1959 Galerie “Le Studio”
- 1960 Bianco e Nero, Lugano
- 1961 6. Biennale von São Paulo
- 1962 Art et Poésie, Orangerie, Bad Mondorf
- 1962 Sculpture Contemporaine, Carrara
- 1963 Galerie Paul Brück, Luxemburg
- 1963 Salon de la petite sculpture européenne, Madurodam
- 1965 Comptoir de Lausanne
- 1966 VIIIe Biennale de Middelheim, Antwerpen
- 1967 14 Artistes du Grand-Duché de Luxembourg, Wolluwé Saint-Lambert
- 1968 Petite sculpture du Benelux, Madurodam
- 1968 Ire Quinquennale de l’Art Moderne Luxembourgeois, Esch an der Alzette
- 1971 Artistes du Grand-Duché de Luxembourg, Arel
- 1973 IIe Biennale Internationale de la petite sculpture, Budapest
- 1973 IIe Quinquennale d’Art Moderne Luxembourgeois, Esch an der Alzette
- 1973 Putzgalerie Art multiple
- 1973 L’Art actuel au Benelux, Amersfoort
- 1974 7 artistes Actuels Luxembourgeois, Gent
- 1976 Premier Salon International de l’Art Contemporain, Grand Palais, Paris
- 1983 IIIe Quinquennale d’Art Moderne Luxembourgeois, Esch an der Alzette
- 1984 Sculptures + Objets, Villa Vauban
- 1988 Peintres Luxembourgeois, Rathaus Köln
- 1990 Centre A. Borschette, Brüssel
- 1990 Centre Européen, Luxemburg
- 1991 Maison de la Culture, Moskau[14]

## Galerie

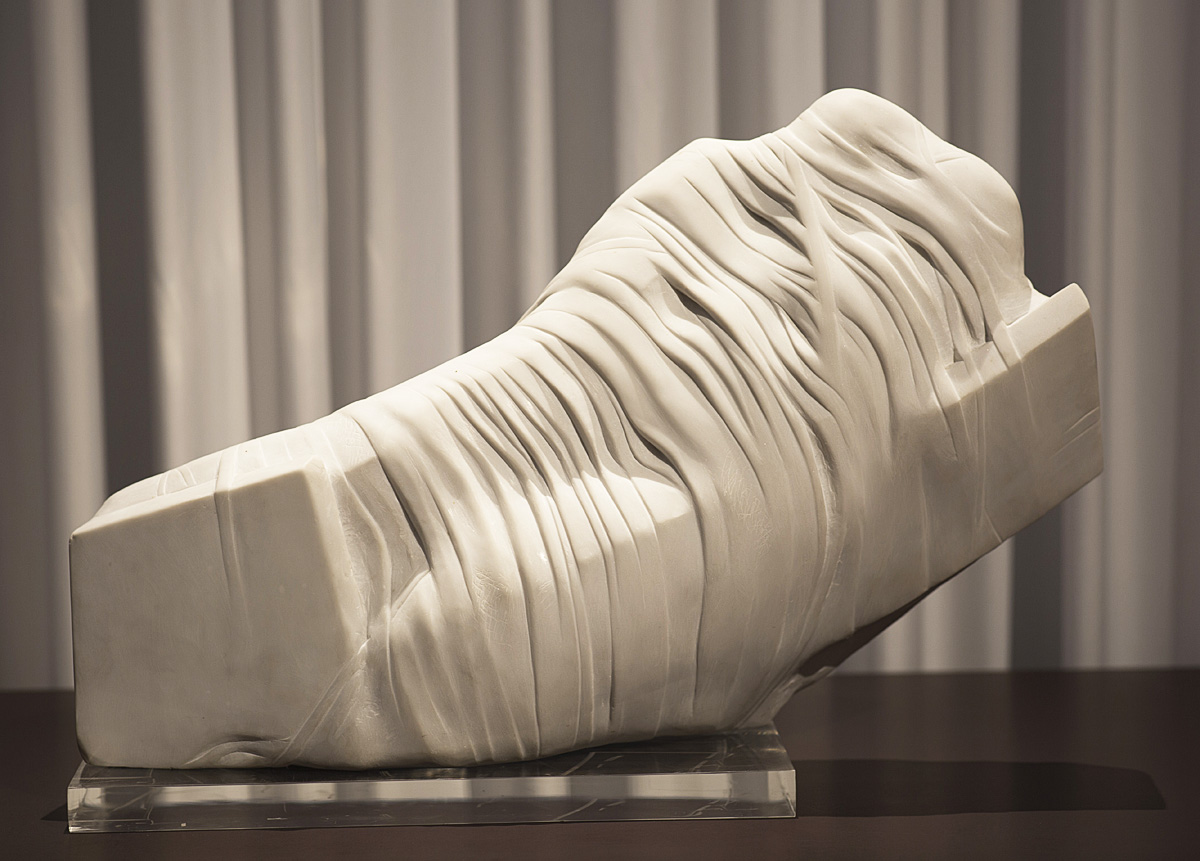
Formes drapées (1983)
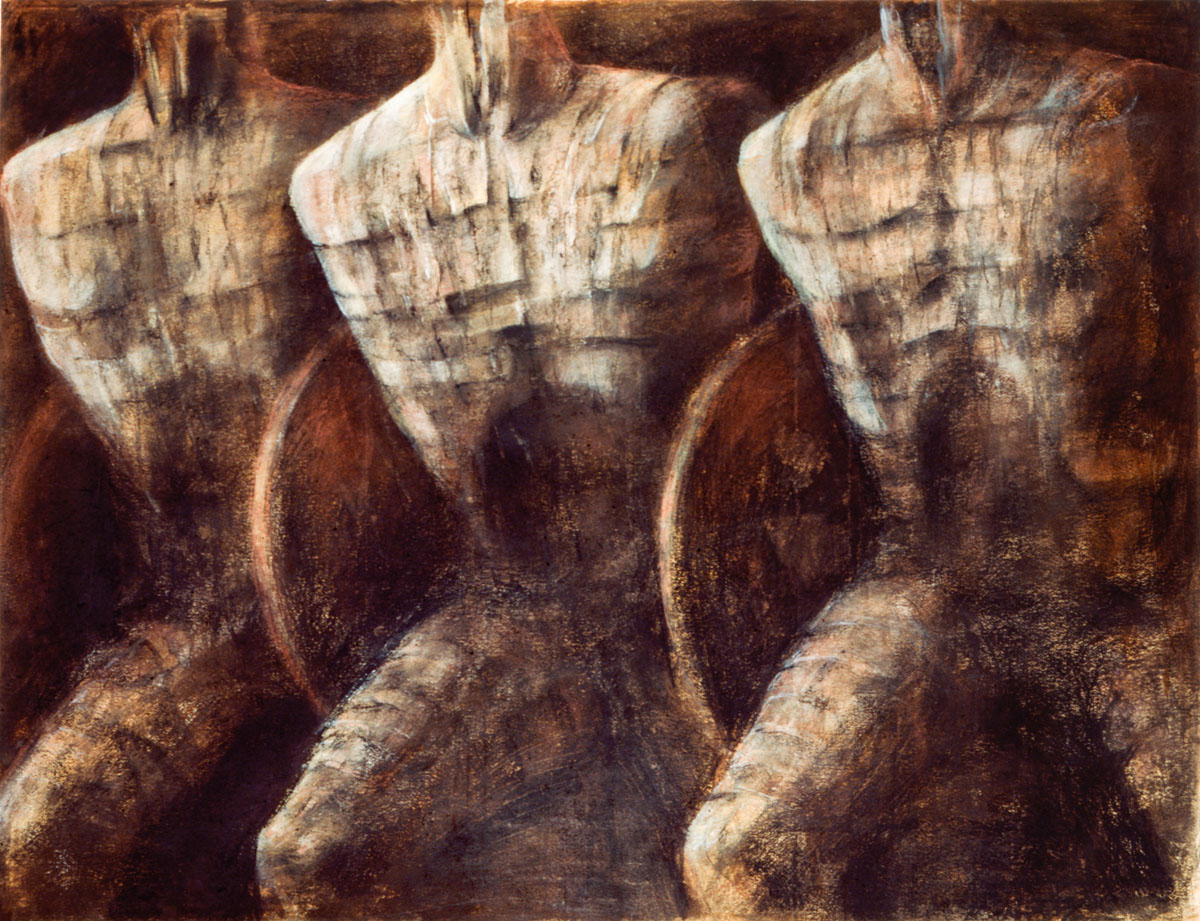
Guerriers (1988)